# 毛刀脂鯉
毛刀脂鯉（学名：Psectrogaster ciliata），為輻鰭魚綱脂鯉目脂鯉亞目無齒脂鯉科的其中一個種，分布於南美洲亞馬遜河、埃塞奎博河、奧里諾科河及布蘭科河等流域，體長可達12.9公分，棲息在底中層水域，以有機碎屑、藻類等為食，會季節性洄游，以生活習性不明。